# Králíci, ptáci a hvězdy
Králíci, ptáci a hvězdy (1996) je třetí studiové album Karla Plíhala. Obsahuje 18 písniček a instrumentální skladbu, která dala název celému albu, ve dvou provedeních. Píseň Podzimní zpívá s Karlem Plíhalem Jaromír Nohavica.
K písním Tři andělé a Kde jsou vznikly videoklipy, v tom druhém jmenovaném hraje kromě Karla Plíhala i Petr Fiala.
Píseň Dopis hraje Karel Plíhal na koncertech i s alternativním textem Sprej.

## Seznam písní
1. Králíci, ptáci a hvězdy (1:24)
2. Z minula (2:29)
3. Můj přítel Yetti (2:05)
4. K vodě (1:36)
5. Ráda se miluje (2:42)
6. Dopis (2:04)
7. Tichá je voda (1:38)
8. Fotka (1:07)
9. Sopka (1:54)
10. Prosím tě, holka (1:49)
11. Před bouří (1:48)
12. Lásko má (2:21) (zpěv: Anna Cónová)[1][2]
13. Vosa (1:06)
14. Možná (1:59)
15. Lelek (1:27)
16. Píseň (1:28)
17. Podzimní (2:28)
18. Tři andělé (2:16)
19. Kde jsou (2:06)
20. Králíci, ptáci a hvězdy (1:19)